# Sunifredo de Narbona
Sunifredo de Narbona (805 - 849) foi nobre medieval franco com origem na Dinastia carolíngia, foi conde de Barcelona, Gerona e Osona entre 844 e 848, conde de Urgel, de Besalu, e da Cerdanha entre 834 e 848, teve também os condados de Narbona, Beziers, Nîmes, Agde e Lodève. Foi antecedido no Governo do condado por Bernardo de Septimânia, que governou pela 3ª vez. Foi seguido por Guilherme de Septimânia que também foi conde de Barcelona

## Relações familiares
Foi filho de Belo de Carcassona (755 - 812) e de Cunigunda. Casou com Ermesinda de Carcassona (975 - 1 de março de 1057), filha de Rogério I de Carcassona (940 - 1012) e de Adelaide de Ruergue (950 - 1011), de quem teve:
1. Vifredo I de Barcelona "o Cabeludo" (830 — 21 de agosto de 897), casado em 877 com Guinilda de Barcelona filha de Sunifredo de Barcelona, visconde de Barcelona.[4]
2. Ermesinda de Barcelona (? - 898).
3. Riculfo de Barcelona (800 - 915), bispo de Elna.
4. Sesenanda de Barcelona.
5. Mirão I de Barcelona "o Velho" (840 -?), conde de Rossilhão casado com Cixilona.
6. Quisilo de Barcelona (820 -?) casada com Dela I de Ampúrias, conde de Ampúrias.
7. Rudolfo I de Besalu, conde de Besalu casado com Reilindis.
8. Sunifredo de Barcelona (835 - 890), abade de Arles.